# Kuyuitikadu
Kuyuitikadu  (Cui Ui Ticutta, Kuyuidökadö; Njihovo ime Cui Ui Ticutta znači =‘Cui-Ui-Fish-Eaters’.), jedna od bandi Sjevernih Pajuta koji su živjeli uz obale jezera Pyramid Lake u Nevadi. Danas su zajedno s bandama Tasiget tuviwarai (‘Those who live amidst the mountains' i Kamodökadö (Kama Ticutta =‘Hare-Eaters’, poznati kao Pyramid Lake Paiute. 
Glavno Kuyuitikadu središte je naselje Nixon, a ostala dva naselja na rezervatu su Sutcliffe i Wadsworth.